# Nur der Tod ist umsonst
Nur der Tod ist umsonst (Originaltitel The River Rat, frei übersetzt Die Flussratte) ist ein US-amerikanischer Abenteuerfilm von Thomas Rickman aus dem Jahr 1984 mit Tommy Lee Jones, Martha Plimpton und Brian Dennehy in den Hauptrollen. Erzählt wird die Geschichte eines Mannes, der für einen nicht begangenen Mord eingesperrt war und nach seiner vorzeitigen Haftentlassung Kontakt zu seiner Tochter aufnimmt, die er zuvor noch nie getroffen hatte.

## Handlung
Billy McCain wurde für einen Mord, den er nicht begangen hat, zu einer langjährigen Haftstrafe verurteilt. Nach 13 Jahren wird er auf Bewährung auf Empfehlung des Gefängnispsychiaters Doc Cole freigelassen. Als erstes will Billy Kontakt zu seiner 13-jährigen Tochter Jonsy aufnehmen, die bei ihrer Großmutter Vadie an einer Bucht des Mississippi River lebt. Sie hat das Kind aufgezogen, nachdem Billy wegen Raubes und Mordes für 13 Jahre ins Gefängnis musste. Jonsy ist fleißig und hilft ihrer Großmutter, die ein Angelgeschäft betreibt, so gut sie kann. Als Sheriff Cal bei den McCains vorbeischaut, um Vadie über Billys Haftentlassung zu informieren, ist diese besorgt, da sie den Kontakt zu ihrem Sohn in den letzten Jahren verloren hat. Nachdem Billy angekommen ist, weiß er nicht so recht, wie er sich verhalten soll, gewöhnt sich aber schnell wieder an das Leben am Fluss, an dem er aufgewachsen ist. Jonsy hingegen hat keine Scheu, sie ist wissbegierig und stellt ihrem Vater viele Fragen, auch sehr persönliche. Billy mag jedoch über manches noch nicht reden. Vadie hingegen erzählt ihrem Sohn, dass Joyce, Jonsys Mutter, die sie für verantwortungslos hält, ihr vor einigen Jahren aus Memphis, Tennessee, geschrieben habe, dass sie wieder Kontakt zu ihrer Tochter haben möchte. Vadie rät ihrem Sohn allerdings von einer Kontaktaufnahme ab, auch weil sie Angst hat, ihre Enkelin zu verlieren.
Während Billy mit seiner Vergangenheit zu kämpfen hat, erklärt Vadie ihm, dass sie ihn nie aufgegeben habe und möchte, dass er wieder Teil der Familie wird. Billy willigt ein Jonsy bei der Reparatur des Bootes „River Rat“ zu helfen, an dem Jonsy schon lange herumwerkelt. Er ersteht einen alten Motor von Poley, einem zwielichtigen Bergungsmann aus der Gegend. In Jonsys Gegenwart streut Poley das Gerücht, dass Billy und sein damaliger Komplize Whitey das Geld aus dem Raub flussabwärts versteckt hätten. Billy erinnert Poley daran, dass das Geld zusammen mit Whitey bei einem Autounfall verbrannt sei. Während sie zusammen an dem Boot arbeiten, kommen sich Vater und Tochter näher. Als das Boot fertig ist, schlägt Billy vor, eine Fahrt auf dem Mississippi nach Memphis zu machen. Im Rahmen seiner Bewährung erhält Billy von Doc Cole, dem für die Rehabilitation zuständigen Gefängnispsychiater, die Erlaubnis, den Bezirk zu verlassen. Vor seiner Abreise bekommt Billy Besuch von Doc Cole und nimmt ihn mit auf eine Fahrt, auf der man sich unter vier Augen unterhalten will. Die beiden Männer geraten jedoch schnell in einen heftigen Streit, wobei beide über Bord fallen. Billy kehrt allein ans Ufer zurück und stößt Doc Coles Auto in den Fluss. Cole hat jedoch überlebt und wird, nachdem er ans Ufer gestolpert ist, von Poley gefunden, der versucht, ihm seine Brieftasche zu stehlen. Der Doc rafft sich jedoch auf, bietet Poley Geld für seine Hilfe und schläft in der Hütte des Bergungsarbeiters am Flussufer.
Billy und Jonsy indes brechen am anderen Tag mit dem umgebauten Boot nach Memphis auf und entdecken alsbald, dass sich Wexel, ein neunjähriger Afroamerikaner, der mit Jonsy befreundet ist, auf ihrem Schiff versteckt hat. Durch ihn erfährt Billy auch, dass Doc Cole den Sturz in den Fluss ebenfalls überlebt hat, was ihm Sorgen bereitet. Dass diese Sorge nicht unbegründet ist, erweist sich als berechtigt, denn Poley erwähnt Cole gegenüber, dass es das Gerücht gebe, dass Billy das Geld aus dem Raub versteckt habe. Doc Cole bestreitet jedoch, überhaupt von dem Geld gewusst zu haben und erwürgt Poley, nachdem er von diesem angegriffen worden ist. Um Billy den Mord anzuhängen, legt er dem Toten ein Medaillon mit Billys Initialen in die Hand.
Auf dem Flussboot erzählt Billy inzwischen seiner Tochter von dem Mord und Raub vor dreizehn Jahren. Eines Nachts sei er mit Joyce und Whitey in die verfallene Villa einer älteren Witwe eingebrochen, von der es hieß, sie sei reich. Unter deren Bett hätten sie leeren Katzenfutter-Kartons voller Bargeld gefunden. Die Frau sei jedoch aufgewacht und habe versucht, sie zu erschießen. Whitey habe nicht gezögert und sie daraufhin mit ihrer eigenen Waffe getötet. Joyce sei außer sich gewesen, er und Whitey hätten sie in der Villa zurückgelassen und seien mit dem Geld flussabwärts nach Louisiana geflohen. Dort hätten sie ein Auto gestohlen, mit dem sie zu schnell gefahren seien, was die Polizei auf den Plan gerufen habe. Bei der Verfolgung durch diverse Streifenwagen sei es zu einem Unfall gekommen und Whitey sei in dem explodierenden Fahrzeug verbrannt, ebenso das gestohlene Geld. Als Jonsy erfährt, dass es ihre Mutter gewesen sei, die mit der Staatsanwaltschaft einen Deal gemacht und gegen ihren Vater ausgesagt habe, woraufhin er fälschlicherweise des Mordes angeklagt worden sei, ist das Mädchen bestürzt. Nachdem Vater und Tochter in Memphis angekommen sind, suchen sie Joyce auf, mit der Billy sich versöhnen will. Er wird jedoch von ihr abgewiesen. Jonsy, die das Gespräch ihrer Eltern mit anhört, hört mit Erstaunen, wie der Vater ihrer Mutter gegenüber erwähnt, dass das Geld aus dem Raub nicht verbrannt, sondern von ihm versteckt worden sei. Wütend über diese Lüge ihres Vaters spricht Jonsy ihn während des Wegs zurück zum Dock darauf an. Billy offenbart seiner Tochter daraufhin, dass er im Gefängnis einen Deal mit Doc Cole gemacht habe, dass dieser seine Bewährung genehmigen werde, wenn er ihm dann im Gegenzug das versteckte Geld besorgen würde. Der korrupte Arzt habe ihm während ihres Streits auf dem Skiff gedroht, ihn wieder ins Gefängnis zu bringen, wenn er ihm das versteckte Geld nicht alsbald übergeben würde. Er habe geglaubt, Doc Cole sei nach dem Sturz ins Wasser tot, der habe aber offensichtlich überlebt. Billy meint noch zu seiner Tochter, dass Doc Cole sehr wohl zu einem Mord fähig sei. Am Dock wartet der besagte korrupte Cole bereits und verlangt von Billy, ihn endlich zum Versteck des Geldes zu führen. Er besteht außerdem darauf, dass Jonsy und Wexel mit auf die „Schatzsuche“  müssten.
In der Zwischenzeit hat Sheriff Cal Poleys Leiche in einem Giftefeu-Gebüsch entdeckt. Gleichzeitig gibt Doc Cole Jonsy zu verstehen, dass ihr Vater und nicht Whitey die alte Dame erschossen habe. Jonsy weiß überhaupt nicht mehr, was sie glauben soll. Als ein Gewitter hereinbricht, sucht die Gruppe Schutz an einem verlassenen Strandabschnitt. Doc Cole hat einen schlimmen Ausschlag von Giftefeu im Gesicht und an den Händen. Als er dann fast beiläufig erwähnt, dass Poley tot sei und er ein Schmuckstück mit Billys Initialen bei ihm gelassen habe, damit man ihn mit dem Mord in Verbindung bringe, kommt es zu einem Kampf um eine Waffe zwischen den beiden Männern. Als plötzlich ein Blitz einschlägt, zielt Doc Cole mit der Pistole auf Billy und die Kinder. Billy ist nun gezwungen, zu verraten, wo das gestohlene Geld versteckt ist. Er erzählt, dass er bei dem Autounfall mit dem Geld entkommen und es auf einem nahegelegenen Cajun-Friedhof in einem Sarg versteckt habe, dessen Beisetzung unmittelbar zuvor stattgefunden habe. Billy nennt Doc Cole den Namen des Friedhofs, zögert jedoch, auch den Namen der Grabstelle zu verraten. Plötzlich rast ein brennender Lastkahn, der vom Blitz getroffen wurde, auf den Strand zu. Billy nutzt die Gelegenheit und flieht mit den beiden Kindern zum Boot, während Doc Cole landeinwärts davonläuft. In den folgenden Nacht erreichen Billy und die beiden Kinder den Friedhof in Louisiana und holen das Geld aus dem Sarg. Doch dort hat Doc Cole bereits gewartet und sticht Billy mit einem Metallgegenstand in die Schulter. Er schnappt sich das Geld und versucht, Jonsy und Wexel in seine Gewalt zu bringen. Billy hat sich inzwischen so weit erholt, dass er den Arzt zu Boden schlägt. Während Cole davonhuscht, erscheint ein Cajun-Mann und bringt Billy und die beiden Kinder zur Polizeiwache, wo man Billy medizinisch versorgt. Doc Cole, geschwächt und entstellt durch den Giftefeu-Ausschlag, wird kurz darauf in Handschellen auf die Polizeiwache geführt. Jonsy hat Angst, dass man ihren Vater wegen eines weiteren nicht begangenen Mordes erneut festnehmen könnte, bis Sheriff Cal in Louisiana eintrifft und sie beruhigt, dass schon klar sei, wer Poley getötet habe und wer Doc Cole wirklich sei, nämlich ein Verbrecher. Auf dem Mississippi sammeln zwei Bootsfahrer inzwischen Geld ein das dort herumschwimmt. Billy, Jonsy und Wexel kehren zurück zu ihrem Schiff „The River Rat“.

## Produktion

### Dreharbeiten, Produktionsnotizen
Der Film wurde in Hickman in Kentucky am Ufer des Mississippi gedreht. Die Hauptdreharbeiten begannen am 12. September 1983 und dauerten sechs Wochen in Paducah in Kentucky, einem von mehreren Drehorten, einem Ort, der das abgelegene Städtchen des Films darstellen sollte, in dem die McCains lebten. Weitere Filmaufnahmen entstanden in Golconda in Illinois und in der Hauptstraße von Hickman. Die Flusssequenzen wurden von einem Kamerakahn aus gedreht, in dem rund sechzig Schauspieler und Crewmitglieder Platz fanden. Man konnte nicht nur den Mississippi, sondern auch den Clarks River, den Ohio River und den Tennessee River einfangen. Die letzten zehn Drehtage fanden in und um New Orleans  statt, wo unter anderem das Flussufer des Mississippi, eine Plantage und ein Friedhof aus den 19. Jahrhundert in Lafitte und die Ölraffinerie von Tenneco in Chalmette als Drehort dienten. Nachtszenen auf dem Friedhof markierten den Abschluss der Dreharbeiten am 15. November 1983. Bei dem Film handelt es sich um eine Larson/Rickman-Produktion in Zusammenarbeit mit dem Sundance Institute des Filmemacher Robert Redford. Die Orgelmusik wurde von Mike Post komponiert. Der Film markiert das Schauspieldebüt mehrerer Schauspieler, so beispielsweise das von Martha Plimpton, Louise Anderson und des neunjährigen Shawn Smith, die nach einer landesweiten Talentsuche in seiner Heimatstadt Paducah entdeckt worden war.

### Hintergrund
Ursprünglich hatte Rickman geplant, The River Rat als Roman zu veröffentlichen. Als Inspiration nannte er die Literatur von Flannery O’Connor, William Faulkner und Mark Twain. Auch die Südstaatenlandschaft des Tennessee River und des Mississippi River hatten es ihm schon seit seiner Kindheit angetan. Die Erstfassung von The River Rat schrieb Rickman in den  1970er Jahren, nachdem er das American Film Institute abgeschlossen hatte. Das Projekt ruhte dann aber erst einmal. In einem LAHExam-Artikel vom 14. August 1984 erwähnte Rickman, dass er die Rolle des Billy speziell für Jones geschrieben habe.

### Soundtrack
- The River’s Song, geschrieben von Stephen Geyer und Mike Post, produziert und arrangiert ebenfalls von Mike Post
- Rock on the Bayou, geschrieben von Stephen Geyer und Mike Post, performt von Alabama
- Wherever You Are, geschrieben von Stephen Geyer und Mike Post, produziert und arrangiert ebenfalls von Mike Post
- Maybe Next Time, geschrieben von Stephen Geyer und Mike Post, produziert und arrangiert ebenfalls von Mike Post
- Halfway Right, geschrieben von Debbie Allen und Mike Post, performt von Debbie Allen
- Take No Prisoners, geschrieben von Steve Plunkett und Mike Post, performt von Autograph, produziert von Neil Kernon und Mike Post
- In One Ear and Out the Other, geschrieben von Steve Plunkett und Mike Post, performit von Autograph, produziert von Neil Kernon und Mike Post

### Veröffentlichung, Einspielergebnisse
Die Premiere des Films fand am 13. September 1984 im Arcade Theater in Paducah in Kentucky statt, gefolgt ab dem 28. September 1984 von einer regionalen Veröffentlichung in 322 Kinos im Süden und Südwesten der Vereinigten Staaten.  In Australien erfolgte eine Erstveröffentlichung des Films am 7. Februar 1985. Veröffentlicht wurde der Film zudem in Argentinien, Brasilien, Kanada, Dänemark, Finnland, Frankreich, Griechenland, Ungarn, Italien, Japan, in der Sowjetunion, in Spanien, Schweden und im Vereinigten Königreich.
In der Bundesrepublik Deutschland hatte der Film seine Premiere 1985 auf Video. Der Film wurde mit dem deutschen Titel Nur der Tod ist umsonst und mit einer deutschen Tonspur von CIC Video als Videocassette herausgegeben.
Der Film, der den Arbeitstitel Deep River trug, spielte in den Kinos der USA ca. 1,1 Millionen US-Dollar ein.

## Rezeption

### Kritik
Der Filmdienst schrieb, der Film vereinige „Sozialdrama, Kriminalgeschichte und poetisches Märchen zu einer leichtfüßigen Parabel über die Launen des Schicksals“.
Cinema lobte den Film als „einfühlsames Familiendrama auf Abwegen“, kritisiert jedoch: „Die Vater-Tochter-Beziehung überzeugt mehr als die Spannungsmomente.“
Der Kritiker Derek Winnert befasste sich auf seiner Seite mit dem Film und sprach von einem eindrucksvollen scharfsinnigen Drehbuch des Drehbuchautors und Regisseurs Thomas [Tom] Rickman. Das Drehbuch, das bereits gut sei, werde durch das temperamentvolle Spiel von Jones und Plimpton und von Brian Dennehy in seiner Rolle als hinterhältiger Bewährungshelfer Doc Cole noch gesteigert.
Stunt Rock schrieb bei The Betamax Rundown, der Film sei eine tollpatschige, aber ruhige Charakterstudie aus dem Süden, die sich in eine Art Erpressungsgeschichte  während einer Reise per Schiff verwandele, als Brian Dennehy auftauche. Seltsam sei es, dass sich am Ende des Films niemand für das Geld zu interessieren scheine, dass die Protagonisten im Fluss treibend zurückgelassen hätten.
In der Daily Iowan war man der Meinung, dass der Film alle Voraussetzungen für eine anständige Abenteuergeschichte, die sich speziell an ein jugendliches Publikum richte, habe. Die Protagonistin des Films sei über ihr tatsächliches Alter hinaus weise, ein fehlgeleiteter Vater suche Erlösung und Anerkennung, ein süßer kleiner Junge spiele eine Rolle und eine Fahrt auf dem Mississippi à la Tom Sawyer. Im Spiel sei auch ein Bösewicht, der im Lauf des Films immer bösartiger und abscheulicher werde. Mit einem strikten Low-Budget-Budget biete The River Rat einen unterhaltsamen Zeitvertreib. Zugegebenermaßen sei die Filmhandlung ziemlich vorhersehbar und der Film drifte oft ab, wenn man sich wünschen würde, dass er mit Volldampf vorwärts komme. Martha Plimpton gebe als Jonsy ein vielversprechendes Filmdebüt, sie liefere eine saubere Darstellung; frei von Niedlichkeitsversuchen verleihe sie ihrer Figur Jonsy eine erfrischende Ehrlichkeit. Zu Jones passe seine Rolle gut, er spiele sie mit der ihm eigenen Intensität. Dennehy sei für seine Fähigkeit bekannt, übergroße Teddybären mit einer bösartigen Ader zu spielen. Auch hier gelinge es ihm, knurrende Boshaftigkeit mit liebenswürdiger Freundlichkeit zu verbinden. Drehbuchautor und Regisseur Tom Rickman verleihe seinem Film eine ruhige Aufrichtigkeit und einen professionellen Anstrich, der das niedrige Budget des Films Lügen strafe. Alles in allem würden authentisch wirkende Charaktere präsentiert und eine fesselnde Geschichte erzählt. Der Film sei unterhaltsam und angenehm altmodisch.

### Auszeichnung
Academy of Country Music Awards 1985: Nominiert für den Tex Ritter Film Award